# 美国陆军
美国陆军，是美军的陸軍軍種，是八個制服部隊的其中之一。現代美國陸軍起源於美國獨立戰爭時期的大陸軍，邦聯議會在1784年成立美國陸軍取代解散的大陸軍。美國陸軍由文職的陸軍部長和軍職的陸軍參謀長領導，而陸軍參謀長也是參謀長聯席會議的成員。作為最大的軍事部門，美國陸軍在2020財政年度擁有正規軍480,893人、國民兵336,129人、預備役188,703人，綜合兵力1,005,725人。

## 任務
美國陸軍是合眾國軍隊的地面分支，美國法典第10卷第3062條將陸軍的目的定義為：
- 維護和平與安全，並為合眾國、聯邦、屬地以及合眾國占領的任何地區提供防禦
- 支援國家政策
- 執行國家目標
- 克服任何需對危害合眾國和平與安全的侵略行為負責的國家[4][5]

《2018年陸軍戰略》闡明2028年陸軍願景的八點目標，雖然陸軍的使命不變，但陸軍戰略將建立在陸軍旅現代化的基礎上重點關注軍級和師級編隊，該戰略增加現代化、高強度衝突改革和多域聯合作戰，將於2028年完成。

## 历史
美国历史上第一支统一的职业军队是1775年为在独立战争中抵抗英军而成立的大陆军（在此之前各殖民地分别管理着自己的民兵武装），乔治·华盛顿为其統帥。不过因为美国独立后各州的共和主义情绪以及对国家常备正规军的不信任，这支军队在战争结束后不久便解散了。
接替大陆军的联邦级（即国家级）军队是美国正规军，起初正规军的规模很小，美国主要的武装部隊则继续依靠各州自己的民兵武装。但随着美国向西扩张，与印第安人的冲突越来越频繁，正规军在1791年不得不扩充并改名为合众国军团，1796年又正式更名为合众国陆军（United States Army），即如今人们平时所说的“美国陆军”。在美国接下来的一系列军事冲突中（1812年战争、印第安战争、美国内战、美西战争等），美国陆军的规模也随着联邦政府的权力扩张而变得越来越大。
尽管如此，由于美国悠久的共和主义民兵传统，直到美西战争时，美军作战都还主要依赖着各州民兵或甚至民间武装为联邦临时提供的志愿部队，而不是联邦政府本身常备的正规陆军。这些平时不属于联邦政府管辖，只是在战时自愿“为国效力”而听从美国陆军指挥的部队，统称为合众国志愿兵。日常人们则以“志愿军”（volunteers）和“正规军”（regulars）区分二者。
第一次世界大战是美国第一次完全依靠联邦政府正规军参加的大型军事冲突。起初，政府臨時征召来的义务兵和自愿报名的志愿兵还与美国陆军的正规军分开，单独称为“美国国民军”，但在1918年（美国参战一年不到）时美国战争部便取消了这个划分，宣布所有原国民军部队均为美国陆军的一部分。
一战结束后，孤立主义盛行的美国又开始削减联邦军队规模。美国国会通过了1920年国防法重组美国陆上武装力量，确定了其三大组成部分：正规军（即美国陆军的常备部队）、陆军国民警卫队和美国陆军预备役。
美国自1910年后开始使用飞机，起初隶属陆军指挥。第二次世界大战后的1947年，美国陆军航空军正式从美国陆军中分离，成为了独立的美国空军。美国陆军则又先后参加了朝鲜战争和越南战争。随着美军在越战中的参与不再為人民支持，志愿役陆军计划在1970年代后期开始发起，力求废除义务兵役制。联邦政府终于在越战后在事实上废除了义务兵役（不过并未正式立法），美国陆军也成为了一支全志愿兵役军队，官兵全部由自愿入伍者组成。
1990年代初，冷戰結束使得美國進行裁軍政策，解散了許多單位。之後在1990年代末期推動了「美國陸軍轉型計劃」，以使美國陸軍從冷戰時期的架構轉型為新型態的組織。當中一項顯著的改變，就是時任陸軍參謀長艾力·新關上將提出的、重新編組一些獨立旅，使其能擁有自己專屬的支援單位，而得以獨立自主的行動。這種部隊在之後稱作「旅級戰鬥隊」。2006年12月，接替新關的下屆陸軍參謀長彼得·斯庫梅克以「包含了現代化、模組轉換、現役與預備役單位間的重新平衡，以及一個可以持久作戰的新世代」一句話，概括了這次美國陸軍轉型的內容。

## 组织

### 指挥
在1947年以前，美國戰爭部負責管轄美國陸軍並處理其一切事務。
1947年9月18日美國戰爭部更名為美國陸軍部，與美國海軍部及美國空軍部一起向國防部負責。陸軍部長是由總統任命並經參議院確認的文職官員，負責領導和處理陸軍的所有事務。由一名陸軍副部長擔任副手。
陸軍參謀長，則是陸軍中最高階的軍官。
作為參謀長聯席會議的成員，向美國總統、國防部長和美國國家安全會議提供建議在參謀長聯席會議主席指導下處理軍事行動事宜。由一名陸軍副參謀長擔任副手。
陸軍總士官長美國陸軍參謀長的顧問。具體的職責因參謀長而異，通常是負責爭取士兵的權益。
1986年，《戈德華特-尼科爾斯法案》（Goldwater-Nichols Act）規定，對部隊的作戰控制應從總統到國防部長，再到統一戰鬥指揮官的指揮鏈，他們在其負責的地理或職能區域內控制所有武裝部隊，因此陸軍部僅負責組織，培訓和裝備其部隊。

### 結構
美国陆军的组织结构可由大到小排列如下：
- 集团军（英語：Army）如:第一軍團、第八軍團
- 军（或稱兵團[註 1]）如：第十八空降軍、美國陸軍工程兵團，通常由中將擔任軍長。
- 師如：第1騎兵師、第82空降師，通常由少將擔任師長
- 旅如：第8憲兵旅、第101空降師航空旅，通常由上校擔任旅長
  - 旅級戰鬥隊（BCT） 如：第10山地師第1步兵旅級戰鬥隊、第25步兵師第1史崔克旅級戰鬥隊
  - 群如：第1特種部隊群
- 團如：第3騎兵團、第75遊騎兵團
- 营通常由中校擔任營長。與騎兵營（Squadron）同級。
- 连通常由上尉擔任連長。與騎兵連（troop）同級。
- 排通常由少尉擔任排長。
- 班通常由上士担任班长。
- 伍通常由中士担任伍长，极个别情况下由下士或技术军士（E-4)担任。

### 組成
陸軍以專業來區分人員組成，每種兵科佩戴不同的徽章。
根據2010年2月1日發布的美國陸軍手冊600-3則可區分為:
- 作戰兵科（Operations Division）： 步兵、裝甲兵、航空、網路、防砲、工兵、化學、憲兵、特種部隊、心理、民政。
- 作戰支援兵科（Operations Support Division）通訊、情報。
- 部隊保障兵科（Force Sustainment Division）軍需、軍械、運輸、後勤、行政、財務、醫療、軍牧、軍法。

### 陸軍國民警衛隊
陸軍國民警衛隊在50個州、3個地區和哥倫比亞特區分別佈署部隊，並由各自的地方政府管理。
陸軍國民警衛隊在根據《美國法典》第10篇由聯邦指揮。若在州政府的指揮則根據《美國法典》第32篇和適用的州法律。陸軍國民警衛隊可以在總統或州長的指揮下應變國內突發事件和災難，比如由颶風，洪水，地震，以及內亂。在哥倫比亞特區特區陸軍國民警衛隊陸軍國民警衛隊(District of Columbia Army National Guard)則是聯邦民兵，由美國總統管轄。
在1933年之前，國民警衛隊的成員一直被視為州民兵，直到他們通常在戰爭爆發時由聯邦指揮。1920年国防法修訂，所有國民警衛隊士兵都享有雙重身份。他們在州或地區的州長的領導下擔任國民警衛隊，在總統的授權下在美國陸軍國民警衛隊中擔任美軍的預備役成員。
陸軍國民警衛隊和空軍國民警衛隊皆直屬於美國國民警衛局。
截至2017年，歷任44位美國總統中，有21人曾在民兵單位或陸軍國民警衛隊服役。

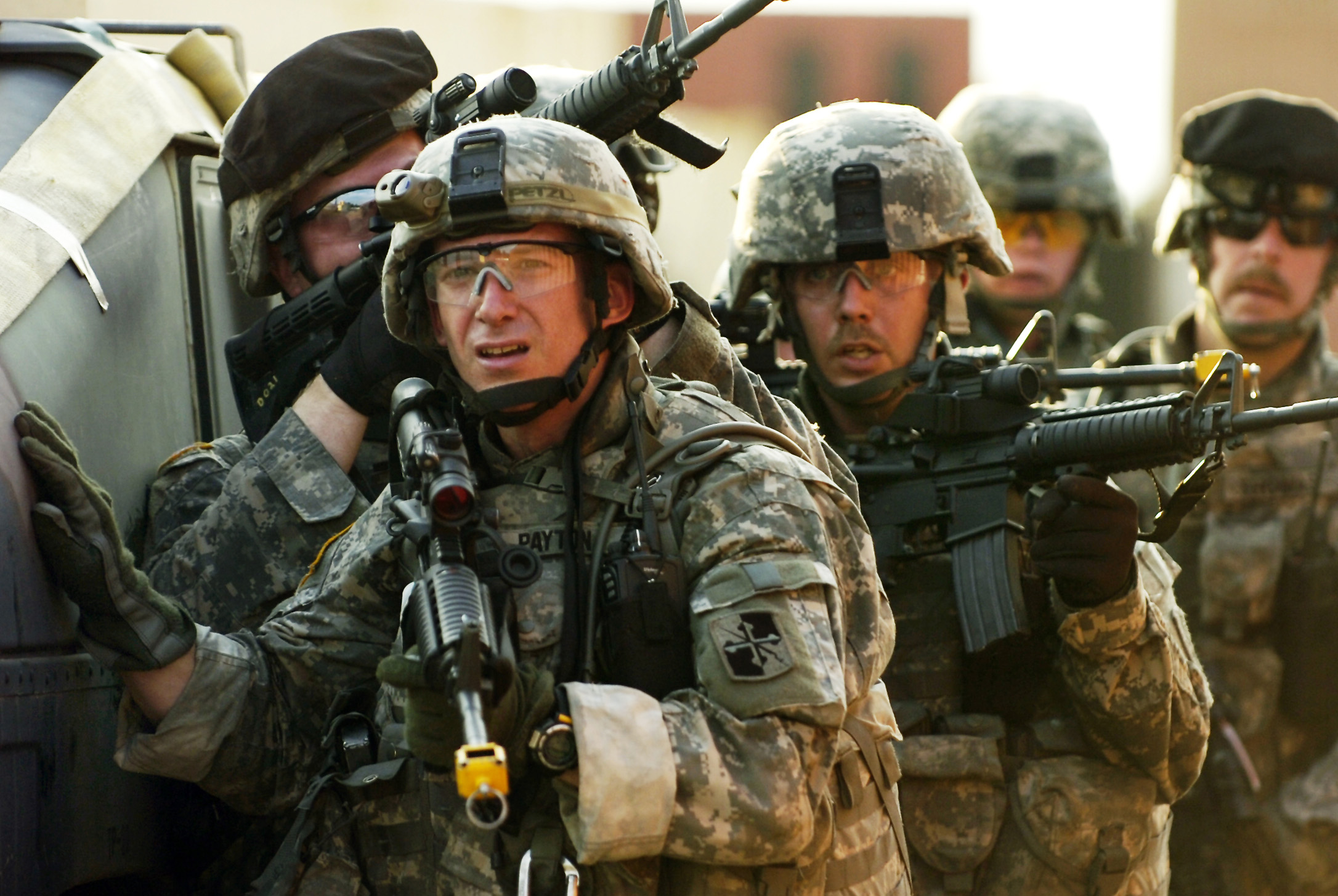
馬里蘭州陸軍國民警衛隊第175步兵團進行城鎮作戰演習

### 美國陸軍預備役
1908年4月23日，國會成立了美國陸軍預備役的前身醫療預備部隊（Medical Reserve Corps）。根據1920年国防法，國會授權改編軍官預備部隊（Officers Reserve Corps）、士官兵預備部隊（Enlisted Reserve Corps）及预备役军官训练团，成為美國陸軍預備役。

## 單位

### 主要司令部
美國陸軍部：
| 陸軍司令部                   | 總部所在地                                           | 現任指揮官                  |
| ---------------------------- | ---------------------------------------------------- | --------------------------- |
| 美國陸軍部隊司令部           | 北卡羅萊納州布拉格堡                                 | 安德魯·波帕斯上將           |
| 美國陸軍訓練與準則司令部     | 維吉尼亞州尤斯蒂斯堡                                 | 蓋瑞·布里托上將             |
| 美國陸軍裝備司令部           | 阿拉巴馬州紅石兵工廠                                 | 查爾斯·漢密爾頓上將         |
| 美國陸軍未來司令部           | 德州奧斯汀                                           | 詹姆斯·雷尼上將             |
| 陸軍勤務組成司令部           | 總部所在地                                           | 現任指揮官                  |
| 美國中央陸軍                 | 南卡羅萊納州蕭空軍基地                               | 帕特里克·法蘭克中將         |
| 美國北方陸軍                 | 德州山姆·休士頓堡                                    | 小約翰·埃文斯中將           |
| 美國南方陸軍                 | 德州山姆·休士頓堡                                    | William L. Thigpen 少將     |
| 美國歐非陸軍                 | 德國盧修斯•克萊營                                    | 達瑞爾·威廉斯 上將          |
| 美國太平洋陸軍               | 夏威夷州沙夫特堡                                     | 查爾斯·弗林上將             |
| 美國陸軍特種作戰司令部       | 北卡羅萊納州布拉格堡                                 | 喬納森·布拉加中將           |
| 美國陸軍太空與飛彈防禦司令部 | 阿拉巴馬州紅石兵工廠                                 | 丹尼爾·卡布勒中將           |
| 美國陸軍網路司令部           | 維吉尼亞州貝爾沃堡                                   | 瑪麗亞·巴瑞特中將           |
| 作戰部隊總部                 | 總部所在地                                           | 現任指揮官                  |
| 美國第八軍團                 | 韓國韓福瑞營                                         | 威拉德·伯爾森三世中將       |
| 直屬單位                     | 總部                                                 | 現任指揮官                  |
| 美國陸軍醫療司令部           | 德州山姆·休士頓堡                                    | 斯科特·丁格爾中將           |
| 美國陸軍情報與安全司令部     | 維吉尼亞州貝爾沃堡(Fort Belvoir)                     | 少將 Christopher S. Ballard |
| 美國陸軍刑事調查司令部       | 維吉尼亞州匡提科海軍陸戰隊基地                       | 少將 David P. Glaser        |
| 美國陸軍人事資源司令部       | 維吉尼亞州亞歷山卓(Alexandria)                       | 少將 Jason T. Evans         |
| 美國陸軍工程兵團             | 華盛頓特區                                           | 斯科特·斯貝爾蒙中將         |
| 美國陸軍華盛頓軍區           | 華盛頓特區萊斯利·麥克奈爾堡（Fort Lesley J. McNair） | Allan M. Pepin 少將         |
| 美國陸軍招募司令部           | 肯塔基州諾克斯堡                                     | 少將 Frank M. Muth          |
| 美國陸軍測試與評估司令部     | 維吉尼亞州亞歷山卓(Alexandria)                       | 少將 Joel K. Tyler          |
| 美國軍事學院                 | 紐約西點                                             | 史蒂文·吉蘭中將             |
| 美國陸軍採購支援中心         | 維吉尼亞州貝爾沃堡(Fort Belvoir)                     | (文職) Craig A. Spisak      |
| 美國陸軍戰爭學院             | 賓州卡萊爾兵營(Carlisle Barracks)                    | 少將 John S. Kem            |
| 阿靈頓國家公墓               | 維吉尼亞州阿靈頓                                     | (文職) Katharine Kelley     |

### 戰鬥部隊

#### 戰區軍團
- 美國第一軍團隸屬於美國陸軍部隊司令部，总部位于伊利诺伊州岩岛兵工厂
- 美國第三軍團隸屬於美國中央司令部，总部位于南卡罗来纳州肖空军基地
- 美國第五軍團隸屬於美國北方司令部，总部位于得克萨斯州山姆·休斯顿堡
- 美國第六軍團隸屬於美國南方司令部，总部位于得克萨斯州山姆·休斯顿堡
- 美國第七軍團隸屬於美國歐洲司令部，总部位于德国黑森州克雷兵营
  - 第2騎兵團[註 2]，总部位于德国巴伐利亚州玫瑰兵营
  - 第173空降旅[註 3]，总部位于意大利维琴察省艾德勒兵营
- 美國第九軍團隸屬於美國非洲司令部，总部位于意大利维琴察省艾德勒兵营

#### 野戰軍團
- 美國第八軍團，受美國太平洋陸軍指揮，总部位于韩国京畿道汉弗莱营
  - 第2步兵師[註 4]，总部位于韩国京畿道汉弗莱营

#### 機動戰鬥部隊
- 美國陸軍部隊司令部，总部位于北卡罗来纳州布拉格堡
  -  第一軍，总部位于华盛顿州的路易斯-麦康德联合基地
    - 第7步兵師[註 5]，总部位于华盛顿州路易斯–麥克喬德聯合基地
    - 第11空降師，总部位于阿拉斯加州理查德森堡
    - 第25步兵師，总部位于夏威夷州斯科菲尔德兵营

  -  第三軍，总部位于得克萨斯州胡德堡
    - 第1裝甲師，总部位于得克萨斯州布利斯堡
    - 第1騎兵師，总部位于得克萨斯州胡德堡
    - 第1步兵師，总部位于堪萨斯州莱利堡
    - 第4步兵師，总部位于科罗拉多州卡森堡
    - 第3騎兵團，总部位于得克萨斯州胡德堡

  -  第五軍，总部位于肯塔基州諾克斯堡
  -  第十八空降軍，总部位于北卡罗来纳州布拉格堡
    - 第3步兵師，总部位于佐治亚州斯图尔特堡
    - 第10山地師，总部位于纽约州德拉姆堡
    - 第82空降師，总部位于北卡罗来纳州的布拉格堡
    - 第101空降師，总部位于肯塔基州坎贝尔堡

  -  美國陸軍預備役司令部，总部位于北卡罗来纳州布拉格堡

- 陸軍國民警衛隊下轄的機動戰鬥部隊。
  - 美國陸軍第28步兵師，負責賓州、俄亥俄州、馬里蘭州
  - 第29步兵師，負責維吉尼亞州、馬里蘭州、北卡羅萊納州、佛羅里達州
  - 第34步兵師，負責明尼蘇達州、威斯康辛州、愛荷華州、愛達荷州
  - 第35步兵師（英语：35th Infantry Division (United States)），負責堪薩斯州、密蘇里州、伊利諾州、奧克拉荷馬州、喬治亞州、阿肯色州
  - 第36步兵師（英语：36th Infantry Division (United States)），負責德州、路易斯安那州、密西西比州
  - 第38步兵師（英语：38th Infantry Division (United States)），負責印第安那州、密西根州、俄亥俄州、田納西州
  - 第40步兵師（英语：40th Infantry Division (United States)），負責加州、俄勒岡州、華盛頓州、夏威夷州
  - 美國陸軍第42步兵師，負責紐約州、紐澤西州、佛蒙特州

#### 特種作戰部隊
- 美國陸軍特種作戰司令部，总部位于北卡罗来纳州的布拉格堡
  - 第1特種部隊司令部，总部位于北卡罗来纳州的布拉格堡
  - 美國陸軍特種作戰航空司令部，总部位于北卡罗来纳州的布拉格堡
  - 第75遊騎兵團，总部位于佐治亚州的本宁堡
  - 三角洲部隊，总部位于北卡罗来纳州的布拉格堡

## 裝備

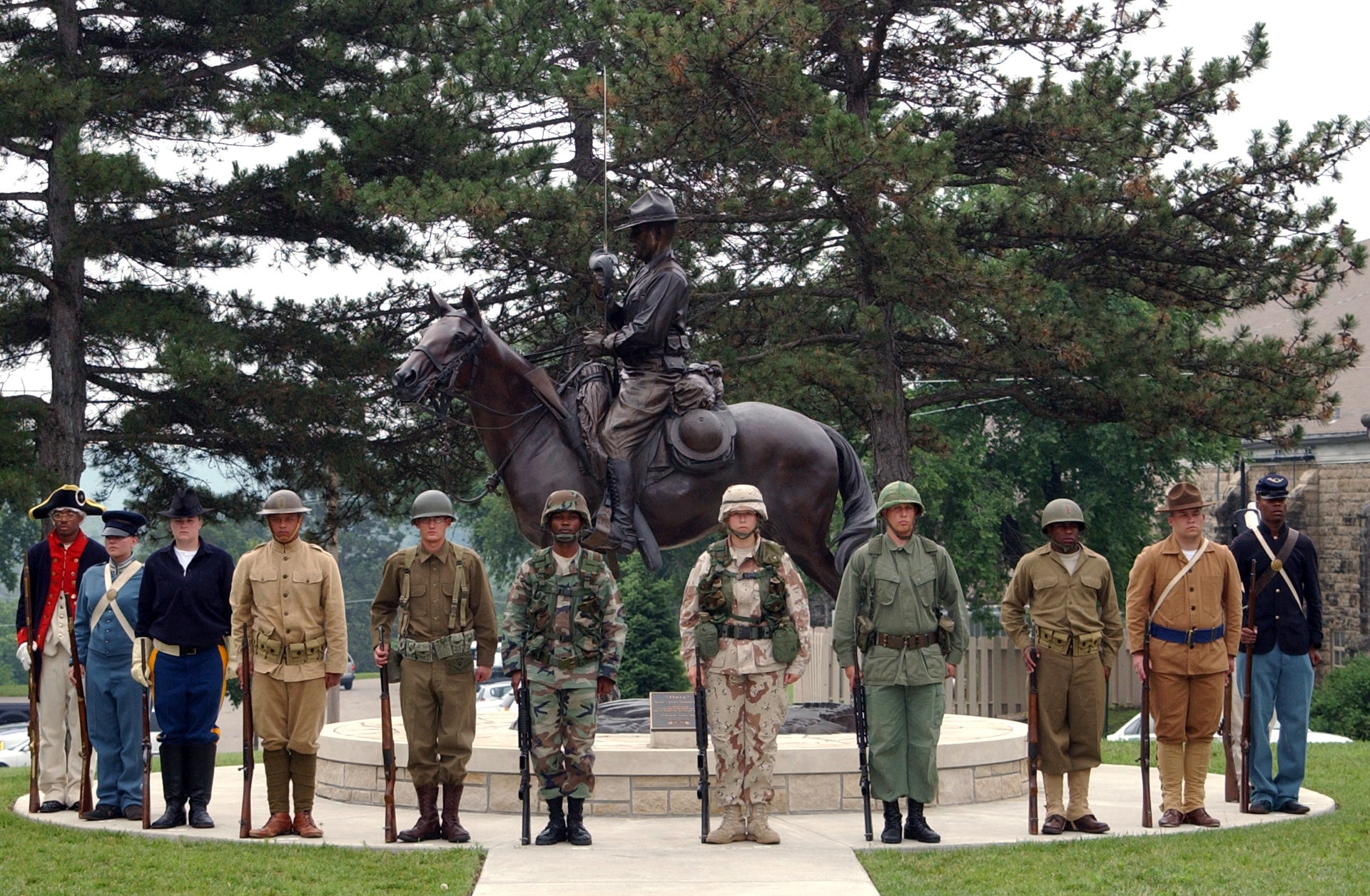
美國陸軍各時期作戰服

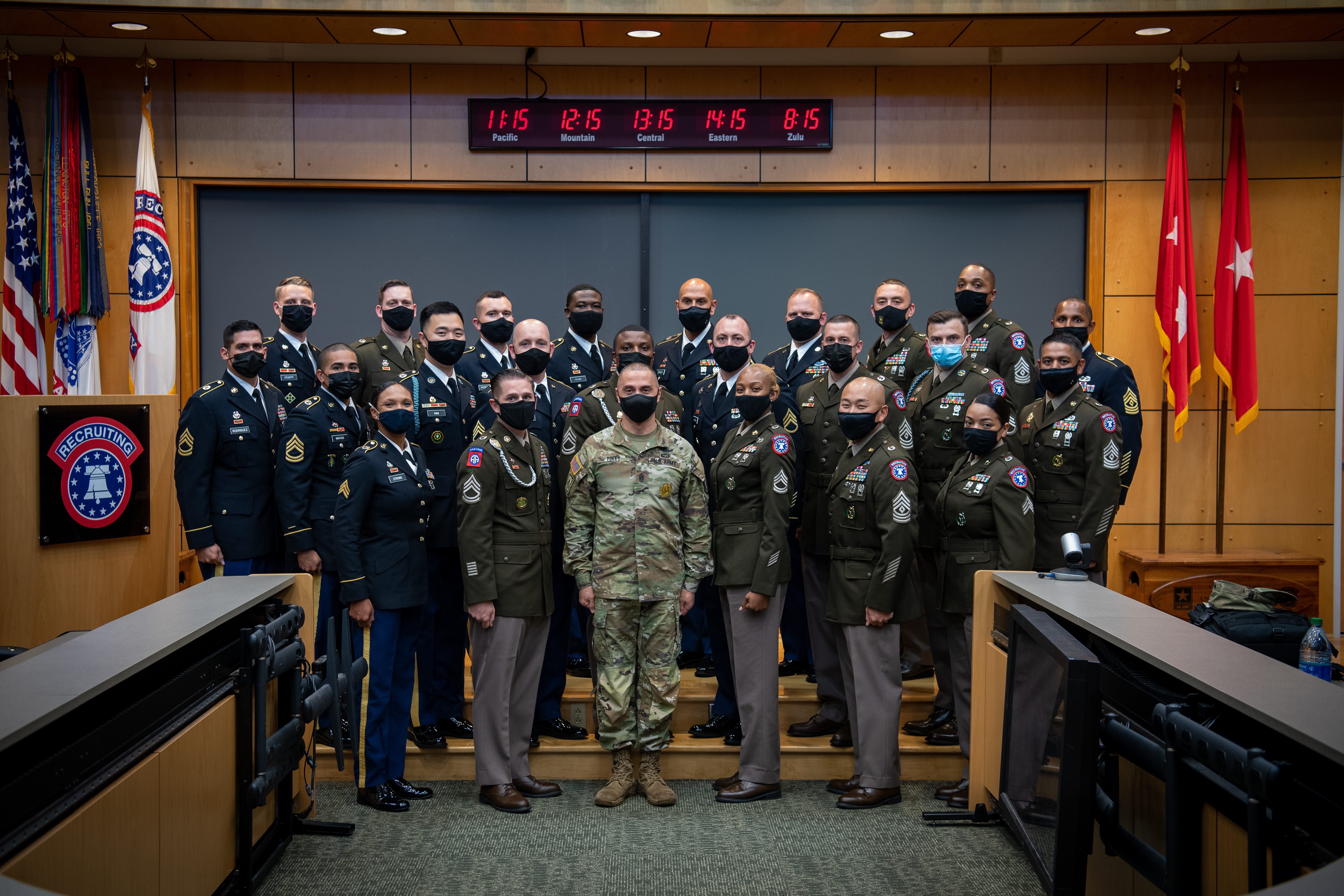
美國陸軍新舊兩版常服——綠常服（AGSU）跟藍常服

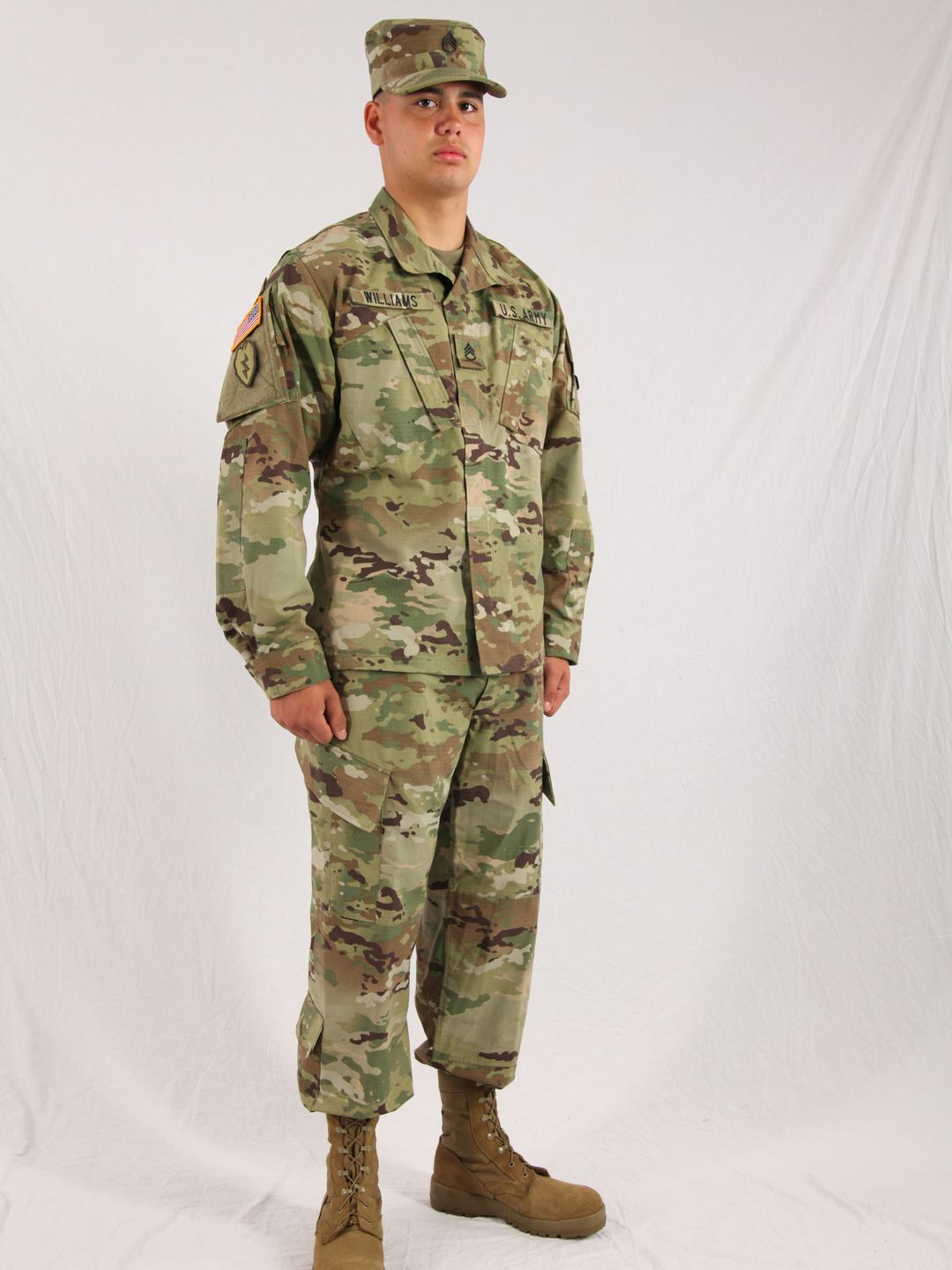
一名穿著OCP迷彩陸軍作戰服的士兵

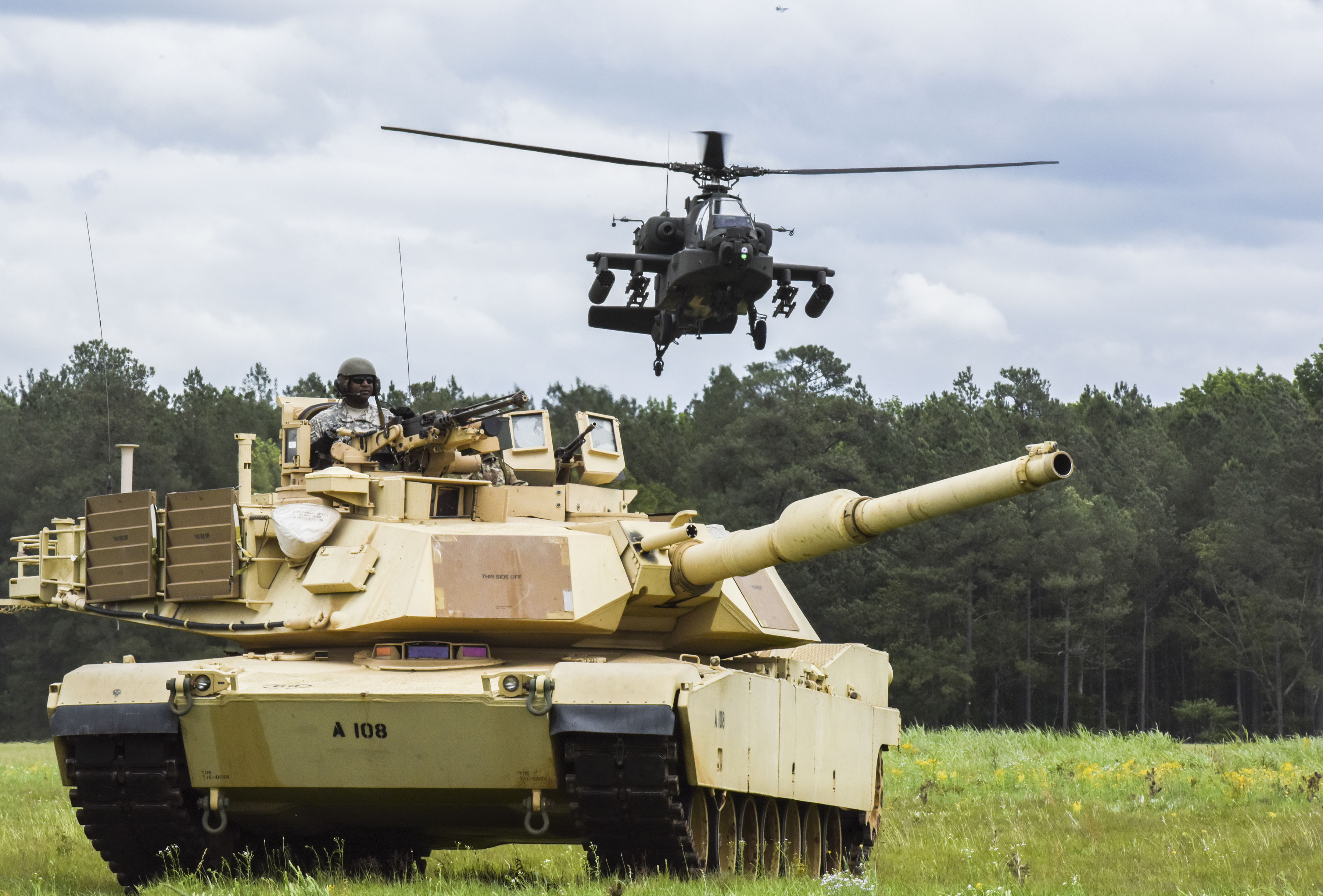
M1A2艾布兰主戰坦克與AH-64阿帕契

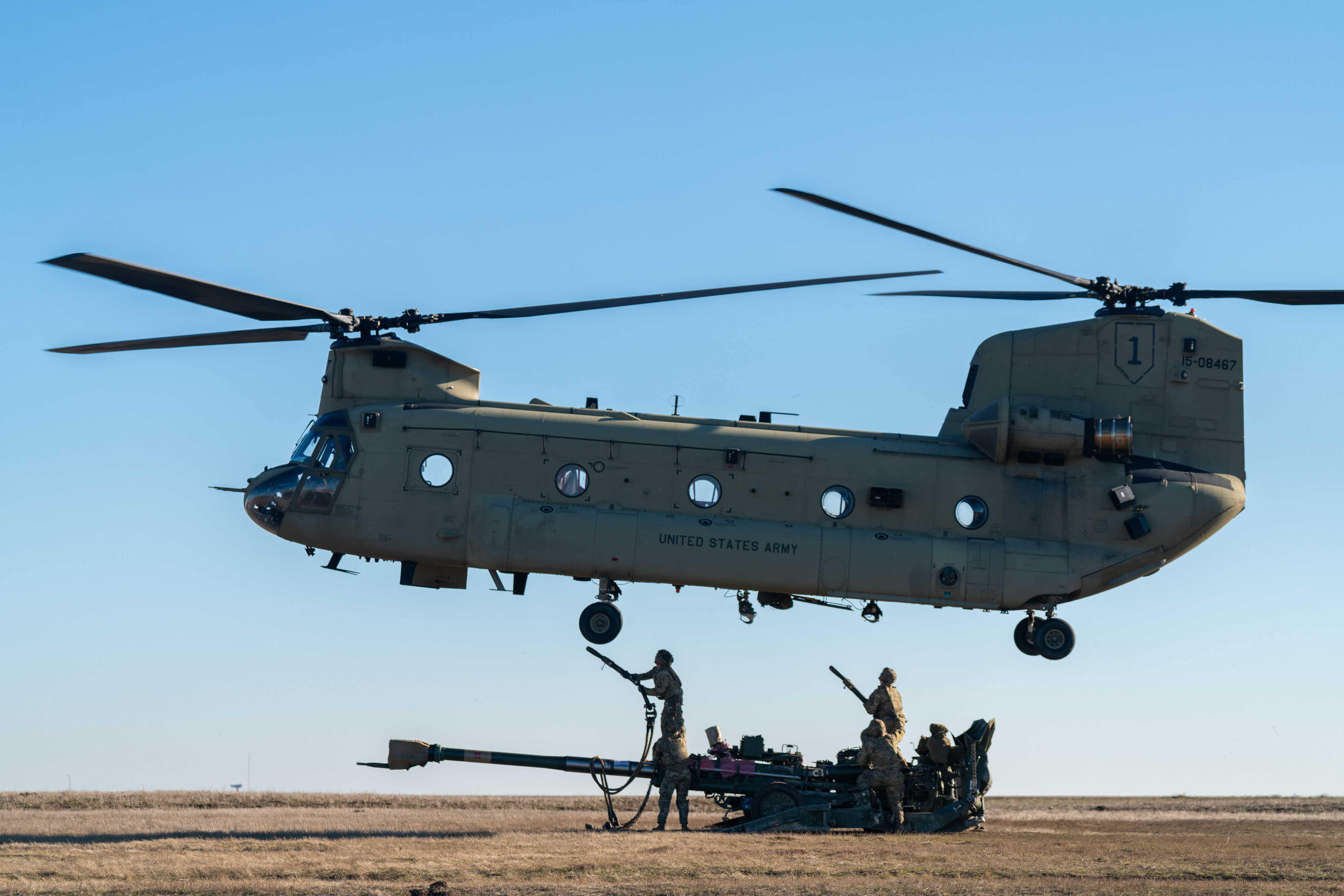
CH-47直升機準備吊運M777榴彈砲

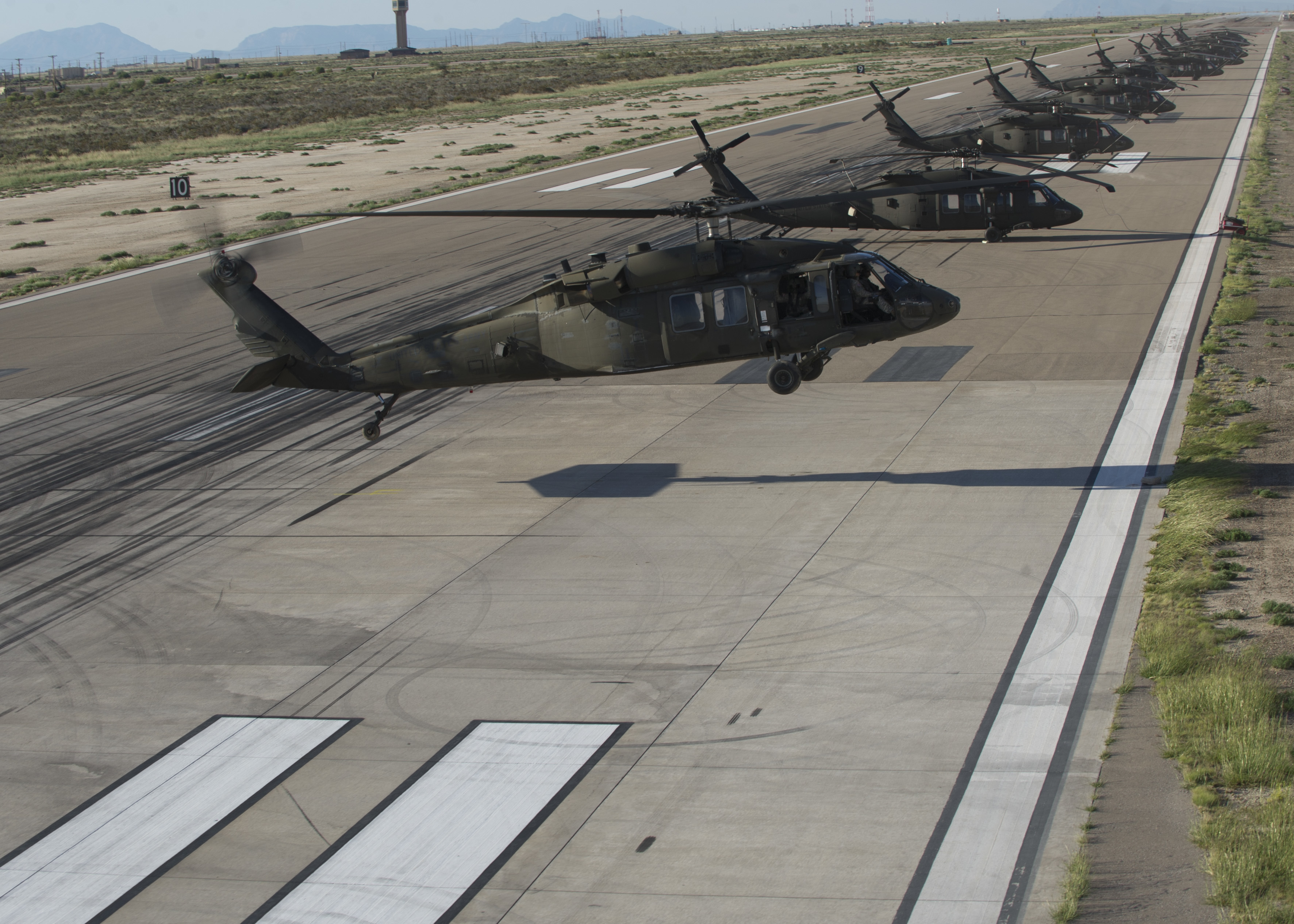
美國陸軍第101空降師的UH-60黑鷹直升機

### 個人武器
| 型號               | 圖片 | 原產地          | 類別               | 口徑                                               | 細節                                                     |      |
| 手槍               | 手槍 | 手槍            | 手槍               | 手槍                                               | 手槍                                                     | 手槍 |
| ------------------ | ---- | --------------- | ------------------ | -------------------------------------------------- | -------------------------------------------------------- | ---- |
| M9                 |      | 義大利 · 美国   | 半自動手槍         | 9×19mm                                             | 美國陸軍制式手槍，逐步淘汰中                             |      |
| M11                |      | 德国            | 半自動手槍         | 9×19mm                                             | 逐步淘汰中                                               |      |
| M17                |      | 美国            | 半自動手槍         | 9×19mm                                             | 美國陸軍新型制式手槍，目前正取代M9                       |      |
| 格洛克22           |      | 奥地利          | 半自動手槍         | .40 S&W                                            | 僅裝備三角洲部隊                                         |      |
| Mk 26              |      | 奥地利          | 半自動手槍         | 9×19mm                                             | 僅裝備特種作戰部隊                                       |      |
| Mk 27              |      | 奥地利          | 半自動手槍         | 9×19mm                                             | 僅裝備特種作戰部隊                                       |      |
| Mk 28              |      | 奥地利          | 半自動手槍         | 9×19mm                                             | 僅裝備特種作戰部隊                                       |      |
| 突擊步槍／戰鬥步槍 |      |                 |                    |                                                    |                                                          |      |
| M16A2              |      | 美国            | 突擊步槍           | 5.56×45mm                                          | 逐步淘汰中，目前僅裝備美國國民警衛隊以及部分新训营       |      |
| M4                 |      | 美国            | 突擊步槍           | 5.56×45mm                                          | 目前正逐步升級為M4A1                                     |      |
| M4A1               |      | 美国            | 突擊步槍           | 5.56×45mm                                          | 制式步槍，特種作戰部隊版本配備SOPMOD Block II或URG-I套件 |      |
| Mk 18              |      | 美国            | 突擊步槍           | 5.56×45mm                                          | 僅裝備部份特種作戰部隊，目前使用版本為Mk 18 Mod 1        |      |
| M7                 |      | 美国            | 突擊步槍           | 6.8×51mm                                           | 新型制式步槍，將取代部分M4及M4A1                         |      |
| Mk 17 Mod 0        |      | 美国 · 比利时   | 戰鬥步槍／突擊步槍 | 7.62×51mm 5.56×45mm                                | 僅裝備部份特種作戰部隊                                   |      |
| M14 EBR            |      | 美国            | 戰鬥步槍           | 7.62×51mm                                          |                                                          |      |
| HK416              |      | 德国            | 突擊步槍           | 5.56×45mm                                          | 僅裝備三角洲部隊                                         |      |
| SIG LVAW           |      | 美国            | 突擊步槍           | .300 Blackout                                      | 僅裝備三角洲部隊                                         |      |
| SIG MCX Spear LT   |      | 美国            | 突擊步槍           | 5.56×45mm .300 Blackout                            | 僅裝備三角洲部隊                                         |      |
| SIG MCX Rattler    |      | 美国            | 突擊步槍           | .300 Blackout                                      | 僅裝備特種作戰部隊                                       |      |
| KAC SR-25K         |      | 美国            | 戰鬥步槍           | 7.62×51mm                                          | 僅裝備三角洲部隊                                         |      |
| AK衍生型           |      | 苏联 · 保加利亚 | 突擊步槍           | 7.62×39mm 5.56×45mm                                | 僅裝備假想敵部隊及特種作戰部隊                           |      |
| 衝鋒槍             |      |                 |                    |                                                    |                                                          |      |
| HK MP5A3、MP5SD    |      | 德国            | 衝鋒槍             | 9×19mm                                             | 裝備特種作戰部隊                                         |      |
| HK MP7A1           |      | 德国            | 衝鋒槍             | 4.6×30mm                                           | 裝備特種作戰部隊                                         |      |
| SIG Sauer MPX      |      | 美国            | 衝鋒槍             | 9×19mm                                             |                                                          |      |
| B&T APC9K          |      | 瑞士            | 衝鋒槍             | 9×19mm                                             | 裝備保鏢單位                                             |      |
| 散彈槍             |      |                 |                    |                                                    |                                                          |      |
| M590               |      | 美国            | 泵動式散彈槍       | 12鉛徑                                             |                                                          |      |
| M870               |      | 美国            | 泵動式散彈槍       | 12鉛徑                                             | 包括特種作戰部隊使用的破門型                             |      |
| M1014              |      | 義大利          | 半自動散彈槍       | 12鉛徑                                             |                                                          |      |
| M26 MASS           |      | 美国            | 栓動式散彈槍       | 12鉛徑                                             | 下掛於M4卡賓槍下或單獨使用                               |      |
| 狙擊步槍           |      |                 |                    |                                                    |                                                          |      |
| M2010 ESR          |      | 美国            | 栓動式狙擊步槍     | .300 Winchester Magnum                             |                                                          |      |
| Mk 21 PSR          |      | 美国            | 栓動式狙擊步槍     | 7.62×51mm .300 Winchester Magnum .338 Lapua Magnum | 僅裝備特種作戰部隊                                       |      |
| Surgeon CSR        |      | 美国            | 栓動式狙擊步槍     | 7.62×51mm                                          | 僅裝備特種作戰部隊                                       |      |
| Mk 22 ASR／PSR     |      | 美国            | 栓動式狙擊步槍     | 7.62×51mm、.300 Norma Magnum、.338 Norma Magnum    |                                                          |      |
| M110 SASS          |      | 美国            | 半自動狙擊步槍     | 7.62×51mm 6.5mm Creedmoor                          | 包括特種作戰部隊用衍生型M110K1及M110K7                   |      |
| M110A1 SDMR／CSASS |      | 德国            | 半自動狙擊步槍     | 7.62×51mm                                          |                                                          |      |
| Mk 20 SSR          |      | 美国 · 比利时   | 半自動狙擊步槍     | 7.62×51mm                                          | 僅裝備特種作戰部隊                                       |      |
| LaRue OBR 7.62     |      | 美国            | 半自動狙擊步槍     | 7.62×51mm                                          | 僅裝備特種作戰部隊                                       |      |
| Seekins SP10M      |      | 美国            | 半自動狙擊步槍     | .260 Remington                                     | 僅裝備三角洲部隊                                         |      |
| M107 SASR          |      | 美国            | 半自動反器材步槍   | 12.7×99mm                                          |                                                          |      |
| 機槍               |      |                 |                    |                                                    |                                                          |      |
| M249 SAW           |      | 美国 · 比利时   | 輕機槍             | 5.56×45mm                                          | 制式裝備                                                 |      |
| M240               |      | 美国 · 比利时   | 通用機槍           | 7.62×51mm                                          | 制式裝備                                                 |      |
| Mk 48              |      | 美国 · 比利时   | 通用機槍           | 7.62×51mm                                          | 裝備特種作戰部隊為主                                     |      |
| KAC LAMG           |      | 美国            | 輕機槍             | 5.56×45mm                                          | 裝備特種作戰部隊                                         |      |
| M250               |      | 美国            | 輕機槍             | 6.8×51mm                                           | 新型制式輕機槍，將取代M249                               |      |
| M134               |      | 美国            | 加特林機槍         | 7.62×51mm                                          | 固定在載具上使用                                         |      |
| M2HB               |      | 美国            | 重機槍             | 12.7×99mm                                          | 固定在載具或三腳架上使用                                 |      |
| 手榴彈／爆炸物     |      |                 |                    |                                                    |                                                          |      |
| M67                |      | 美国            | 破片手榴彈         | -                                                  |                                                          |      |
| M84                |      | 美国            | 震撼彈             | -                                                  |                                                          |      |
| M83                |      | 美国            | 煙霧彈             | -                                                  |                                                          |      |
| AN/M14             |      | 美国            | 燃燒彈             | -                                                  |                                                          |      |
| M18A1 Claymore     |      | 美国            | 反人員地雷         | -                                                  |                                                          |      |
| 榴彈發射器         |      |                 |                    |                                                    |                                                          |      |
| Mk 19              |      | 美国            | 自動榴彈發射器     | 40×53mm                                            |                                                          |      |
| Mk 47 Striker      |      | 美国            | 自動榴彈發射器     | 40×53mm                                            |                                                          |      |
| M79                |      | 美国            | 榴彈發射器         | 40×46mm                                            | 裝備特種作戰部隊                                         |      |
| M203               |      | 美国            | 下掛式榴彈發射器   | 40×46mm                                            | 下掛在M16A2戓M4卡賓槍護木下，逐步淘汰中                  |      |
| M320               |      | 美国 · 德国     | 榴彈發射器         | 40×46mm                                            | 可下掛在步槍下或單獨使用                                 |      |
| Mk 13              |      | 美国 · 比利时   | 榴彈發射器         | 40×46mm                                            | 可下掛在步槍下或單獨使用，裝備特種作戰部隊               |      |
| 反裝甲武器         |      |                 |                    |                                                    |                                                          |      |
| M72 LAW            |      | 美国            | 反坦克火箭筒       | 66mm                                               |                                                          |      |
| M136 AT4           |      | 瑞典            | 反坦克火箭筒       | 84mm                                               |                                                          |      |
| M141 BDM           |      | 美国            | 反工事火箭筒       | 83mm                                               |                                                          |      |
| RPG-7              |      | 苏联            | 火箭推進榴彈       | 40mm                                               | 假想敵部隊及特種作戰部隊使用                             |      |
| M3 MAAWS           |      | 瑞典            | 無後座力炮         | 84mm                                               |                                                          |      |
| BGM-71 TOW         |      | 美国            | 反坦克飛彈         | 152mm                                              |                                                          |      |
| FGM-148標槍飛彈    |      | 美国            | 反坦克飛彈         | 127mm                                              |                                                          |      |
| 防空系統           |      |                 |                    |                                                    |                                                          |      |
| FIM-92             |      | 美国            | 便攜式地對空導彈   | 70mm                                               |                                                          |      |
| 近戰武器           |      |                 |                    |                                                    |                                                          |      |
| M9                 |      | 美国            | 刺刀               |                                                    |                                                          |      |

### 火炮
- M109A6自行火炮[11]
- M270 MLRS多管火箭發射系統[12]
- M142高機動性多管火箭系統
- M119榴彈砲[13]
- M777榴彈砲
- M198榴彈砲[14]

### 車輛
- M1A1艾布拉姆斯主戰坦克
- M1A2艾布拉姆斯主戰坦克[15]
- M2A3布雷德利步兵戰車[16]
- M3A3布雷德利骑兵戰車（装甲侦察车）
- M113裝甲運兵車[17]
- 史崔克（Stryker）裝甲車[18]
- HMMWV高機動性多用途輪式車輛[19]
- 重型增程機動戰術卡車
- M1070重型拖車
- M88裝甲救濟車
- M10布克輕型坦克

### 军用航空器
- AH-64阿帕契攻擊直升機[20]
- UH-60黑鷹通用直升機[21]
- [22]
- MH-6直昇機
- MV-75（前身為V-280勇敢式）[23]

### 艦船
- 法蘭克·S·貝森上將級支援艦
- 忠實級海洋監視船
- 蘭尼米德級登陸艇（英语：Runnymede-class landing craft）
- 納撒尼爾·格林少將級拖船

### 軍服
- 陸軍作戰服（ACU）
- 陸軍作戰衣（ACS）（英语：Army Combat Shirt）
- 陸軍作戰褲
- 陸軍進階作戰褲
- 擴展寒冷天氣服裝系統（ECWCS）（英语：Extended Cold Weather Clothing System）
- 擴展氣候戰士服裝系統（Gen III ECWCS）（英语：Extended Climate Warfighter Clothing System）
- Crye Precision G2／Army Custom／G3作戰服（特種作戰部隊使用）
- Patagonia L9作戰服（特種作戰部隊使用）
- 貝雷帽
- 臂章
- 特色單位徽章
- 軍靴
- 戰鬥手套

### 單兵裝具

#### 頭盔
- 先進戰鬥頭盔
- 整合頭部防護系統（IHPS）（英语：Integrated Head Protection System）
- Ops-Core FAST Maritime（特種作戰部隊使用）
- Ops-Core FTHS（特種作戰部隊使用）

#### 防彈衣
- 改進型外部戰術背心（英语：Improved Outer Tactical Vest）（IOTV）
- 士兵攜板背心系統（SPCS）（英语：Soldier Plate Carrier System）
- 模塊化可擴展背心（英语：Modular Scalable Vest）
- Crye Precision AVS攜板背心（特種作戰部隊使用）
- Crye Precision JPC 2.0攜板背心（特種作戰部隊使用）

#### 護目鏡
- ESS Crossbow護目鏡
- Revision Sawfly護目鏡
- Revision Desert Locust防風鏡
- Gatorz Magnum護目鏡（特種作戰部隊使用）

#### 抗噪耳機
- 3M Peltor Comtac III
- 3M Peltor Comtac V
- Ops-Core AMP（特種作戰部隊使用）

#### 槍套
- Blackhawk CQC
- Safariland快拔槍套（更換M17後Safariland III級槍套將成為一般配發槍套）
  -  Safariland 6354DO（特種作戰部隊使用）

#### 夜視儀
- AN/PVS-7
- AN/PVS-14
- AN/PSQ-20
- AN/PVS-23
- AN/PVS-31
- GPNVG-18（特別任務單位使用）

#### 瞄具
- Aimpoint Comp M4紅點鏡
- EOTECH EXPS3全像武器照準器
- Aimpoint Micro T1／T2紅點鏡（僅裝備特種作戰部隊）
- EOTECH G33放大鏡
- Trijicon ACOG TA31RCO倍率瞄準鏡
- Elcan M145 MGO倍率瞄準鏡（安裝在M249 SAW及M240上）
- Elcan SpecterDR 1-4倍率瞄準鏡（僅裝備特種作戰部隊）
- Vortex Razor 1-6 Gen II倍率瞄準鏡（僅裝備特種作戰部隊）
- Nightforce ATACR 1-8倍率瞄準鏡（僅裝備特種作戰部隊）
- SIG Sauer TANGO6 1–6×24倍率瞄準鏡（安裝在M110A1 SDMR上）
- Schmidt & Bender 3–20×50 PM II Ultra Short倍率瞄準鏡（安裝在M110A1 CSASS上）
- Leupold 4.5–14×50 Mark 4倍率瞄準鏡（安裝在M107 SASR上）
- Leupold Mark 5HD 5-25×56倍率瞄準鏡（安裝在Mk 22 PSR上）
- XM157火控光學系統（安裝在XM7突擊步槍上，目前仍在測試中）

#### 激光指示器
- AN/PEQ-15
- AN/PEQ-16A
- NGAL（僅裝備特種作戰部隊）

## 军衔

### 軍官

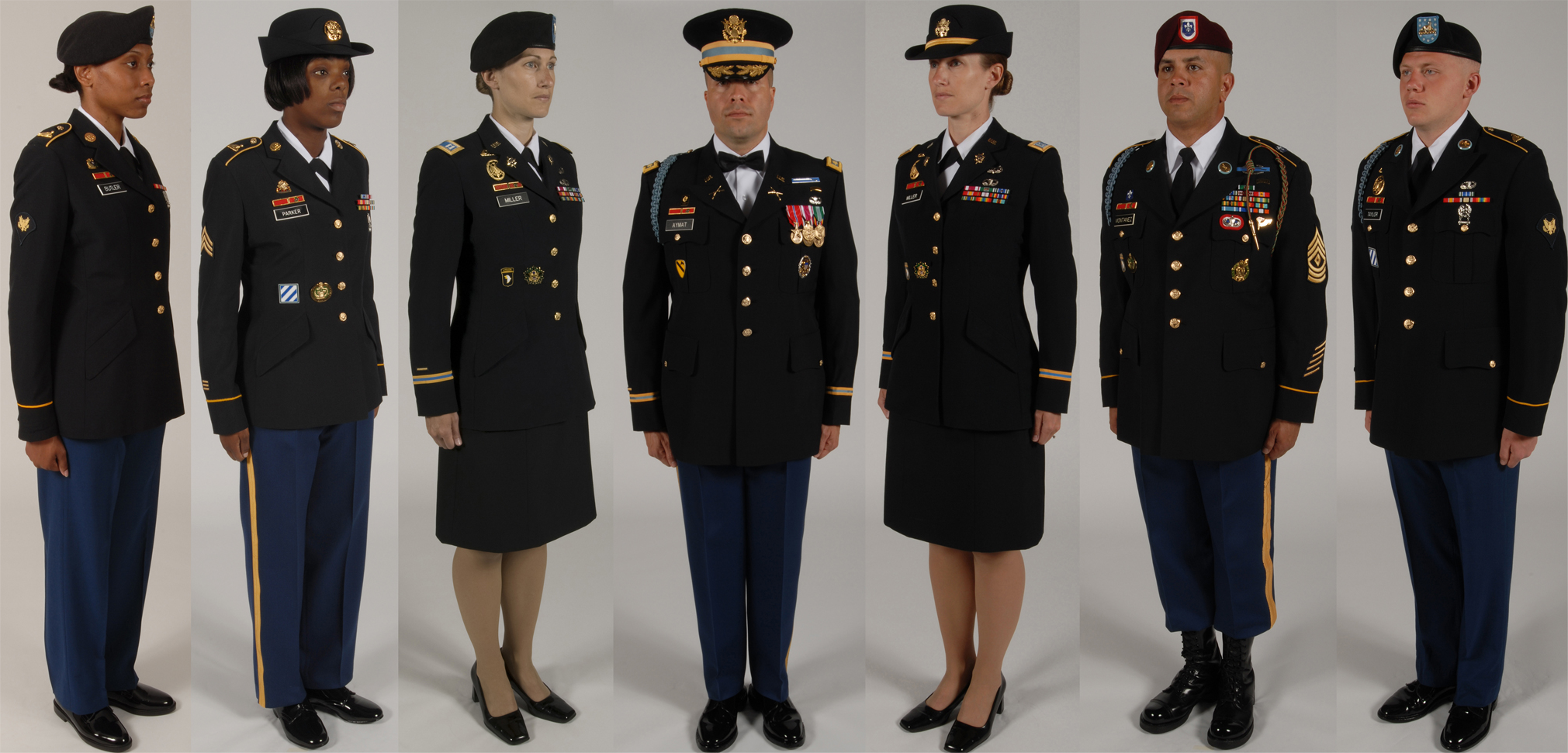
陸軍制服

| 國防部階級    | O-10     | O-10 | O-9  | O-8  | O-7  | O-6  | O-5  | O-4  | O-3  | O-2  | O-1  |
| ------------- | -------- | ---- | ---- | ---- | ---- | ---- | ---- | ---- | ---- | ---- | ---- |
| 佩章          |          |      |      |      |      |      |      |      |      |      |      |
| 肩章          |          |      |      |      |      |      |      |      |      |      |      |
| 軍階          | 五星上將 | 上將 | 中將 | 少將 | 准將 | 上校 | 中校 | 少校 | 上尉 | 中尉 | 少尉 |
| 英文縮寫      | GA       | GEN  | LTG  | MG   | BG   | COL  | LTC  | MAJ  | CPT  | 1LT  | 2LT  |
| 北約代碼      | OF-10    | OF-9 | OF-8 | OF-7 | OF-6 | OF-5 | OF-4 | OF-3 | OF-2 | OF-1 | OF-1 |
| 1只在戰時使用 |          |      |      |      |      |      |      |      |      |      |      |

### 准尉
| 國防部級別 | W-5      | W-4      | W-3      | W-2      | W-1  |      |
| ---------- | -------- | -------- | -------- | -------- | ---- | ---- |
| 佩章       |          |          |          |          |      |      |
| 軍階       | 四级准尉 | 三级准尉 | 二级准尉 | 一级准尉 | 准尉 |      |
| 英文縮寫   | CW5      | CW4      | CW3      | CW2      | WO1  |      |
| 北約代碼   | WO-5     | WO-4     | WO-3     | WO-2     | WO-1 | WO-1 |

### 士官與士兵
| 國防部級別 | E-9          | E-9                      | E-9              | E-8            | E-8      | E-7                    | E-6              | E-5              | E-4    | E-4        | E-3  | E-2  | E-1    |  |
| --- | ------------ | ------------------------ | ---------------- | -------------- | -------- | ---------------------- | ---------------- | ---------------- | ------ | ---------- | ---- | ---- | ------ |  |
| 佩章 |              |                          |                  |                |          |                        |                  |                  |        |            |      |      | 無佩章 |  |
| 軍階 | 陸軍總士官长 | 參謀士官长               | 主任士官长       | 第一士官长     | 總士官长 | 士官長                 | 上士             | 中士             | 下士   | 技术士     |      |      |        |  |
| 英文縮寫 | SMA          | CSM                      | SGM              | 1SG            | MSG      | SFC                    | SSG              | SGT              | CPL    | SPC        | PFC  | PV2  | PVT    |  |
| 北約代碼 | OR-9         | OR-9                     | OR-9             | OR-8           | OR-8     | OR-7                   | OR-6             | OR-5             | OR-4   | OR-4       | OR-3 | OR-2 | OR-1   |  |
| 職務備註 | 陸軍僅設一位 | 營或旅級或以上指揮官輔佐 | 營或旅級以上幕僚 | 連級指揮官輔佐 | 幕僚職   | 副排長，代理第一士官長 | 班長，代理副排長 | 小隊長，代理班長 | 小隊長 | 代理小隊長 |      |      |        |  |
| ¹ PVT亦可解作PV1及PV2SPC 技術士與 CPL下士領同樣的薪俸。但是技術士並非士官團隊的一員。 美軍士官長階級中分工非常詳細。為了方便對照中華民國陸軍和中國人民解放軍如下： E-7 三等士官長， E-8 二等士官長， E-9 一等士官長。 |              |                          |                  |                |          |                        |                  |                  |        |            |      |      |        |  |

### 士兵升迁系统
在美国陆军内部，一名士兵的升迁通常与军龄和表现有关。在无军法及行政处罚的情况下，一名现役陆军新兵完成基礎训练後即可升迁成一等兵，一等兵服役满一年后能自动升迁成上等兵，上等兵服役满一年后即可升迁成技术士。
满足一定条件的新兵可以以高于新兵的军衔进入部队：
1. 若该新兵在入伍之前完成了至少24个大学学分或者在高中时期参与至少2年的少年预备军官训练团（JROTC），则该新兵入伍时会直接授階為一等兵；[26]
2. 若该新兵在入伍之前完成了至少36个大学学分或者在高中时期参与至少3年的少年预备军官训练团（JROTC）或是擁有副學士學位，则该新兵入伍时会直接授階為上等兵；[26]
3. 若该新兵在入伍之前完成了大学本科及以上的学位，则该新兵入伍时会直接授階為技術士。[26]

而从基层士兵升迁成士官则须通过多项考核。一名技术士若要升迁成中士，则必须满足以下所有条件：
1. 至少17个月的总服役时间以及5个月的技术军士服役时间；
2. 通过陆军体能测试以及射击考核；
3. 通过营／旅级晉升委員会的考核（promotion board）；
4. 陆军士官学校基础领导课程毕业；
5. 满足每个月的升迁分数指标。

通过以上1-4的技术士则会称为待晋升军士（promotion status, P Status），在某些条件允许的单位，待晋升军士会晉升下士。下士可以行使基础士官的职权，但是下士军衔不可转换单位。若该士兵在离开单位前未晋升为中士，则该士兵在新单位的军衔会回退为技术士。
一名中士若要升迁成上士，则必须满足以下所有条件：
1. 至少47个月的总服役时间以及6个月的中士服役时间；
2. 通过陆军体能测试以及射击考核；
3. 通过营／旅级晉升委員会的考核（promotion board）；
4. 陆军士官学校高级领导课程毕业；
5. 满足每个月的升迁分数指标。

而上士以上的士官军衔升迁，一切考核及晋升的权力由陆军部统一行使，营、旅一级单位仅能行使推荐权。
另外具有大學學歷的軍官預選學校學生在入伍訓和新兵訓練（BCT）期間亦視同技術士，在軍官預選學校訓練期間則會晉升至等同中士（E-5）薪酬等級的特殊軍階 “軍官候補生”（OC）。
美国陆军预备役以及美国陆军国民警卫队的士兵升迁不适用本升迁系统。

## 流行文化

### 電影
- 1979年—《現代啟示錄》
- 1982年—《第一滴血系列》
- 1987年—《金甲部隊》
- 2001年—《黑鷹計劃》
- 2007年—《變形金剛》
- 2009年—《危機倒數》：電影中傑瑞米·雷納是飾演：第52軍械群上士威廉·詹姆士。
- 2010年—《關鍵指令》：電影中麥特·戴蒙飾演美國陸軍第85步兵師准尉洛伊米勒。
- 2013年—《末日之戰》：電影中調查員傑瑞藍恩到南韓調查病毒源頭時，是由駐防在韓福瑞營的美國陸軍第2步兵師的史匹克上尉接應，而在電影結局有出現美國陸軍第25步兵師的士兵替幸存者注射疫苗。
- 2016年—《比利·林恩的中場戰事》
- 2017年—《感謝您為國效力》
- 2018年—《大君主行動》：電影中艾德·鮑伊斯是美國陸軍第101空降師一等兵。
- 2020年—《72小時前哨救援》

### 電視劇
- 2001年《諾曼第大空降》

### 小說
- 傑克·李奇—主角傑克李奇是美國陸軍刑事調查司令部的憲兵少校。

## 備註
1. ↑  兵團通常使用在兵種單位
2. ↑  受美國歐洲陸軍指揮的機動戰鬥部隊
3. ↑  受美國歐洲陸軍指揮的機動戰鬥部隊
4. ↑  受第八軍團管轄的機動戰鬥部隊
5. ↑  只保留師部

1. ↑  跟隨大陆军成立